# Russula abietina
Russula abietina é um fungo que pertence ao gênero de cogumelos Russula na ordem Russulales. A espécie foi descrita cientificamente pelo micologista sueco Charles Horton Peck em 1902.